# Diduga fumipennis
Diduga fumipennis là một loài bướm đêm thuộc phân họ Arctiinae, họ Erebidae.